# Steve Tolleson
Steven Wayne Tolleson (né le 1er novembre 1983 à Spartanburg, Caroline du Sud, États-Unis) est un joueur de champ intérieur de la Ligue majeure de baseball.

## Carrière
Joueur des Gamecocks de l'Université de Caroline du Sud, Steven Tolleson est repêché en 5e ronde par les Twins du Minnesota en 2005. Après cinq années en ligue mineure dans l'organisation des Twins, il est réclamé au ballottage le 1er février 2010 par les Athletics d'Oakland. Il amorce la saison 2010 en classe AAA avec le club-école des Athletics, les River Cats de Sacramento de la Ligue de la côte du Pacifique.
Rappelé par le grand club, il fait ses débuts dans les majeures le 28 avril 2010 pour les Athletics, où il est appelé à jouer au deuxième but au cours d'un match contre les Rays de Tampa Bay. Le 30 avril, il obtient son premier coup sûr dans les majeures contre les Blue Jays, à Toronto. En 25 matchs pour Oakland en 2010, il frappe 14 coups sûrs et maintient une moyenne au bâton de ,286. Son premier circuit dans les majeures, son seul en 2010, est réussi le 26 septembre face au lanceur Matt Harrison des Rangers du Texas.
Il amorce 2011 en ligues mineure avec un club-école des Athletics mais son contrat est vendu le 29 mai suivant aux Padres de San Diego. Ces derniers assignent leur nouveau joueur en ligues mineures, où il joue jusqu'à la fin de l'année. 
Il rejoint en novembre 2011 les Orioles de Baltimore et apparaît dans 29 de leurs matchs en 2012, passant la majeure partie de la campagne avec leur club-école de Norfolk.
Après avoir passé 2013 dans les mineures avec les Knights de Charlotte, club affilié aux White Sox de Chicago, Tolleson obtient un temps de jeu significatif dans les majeures pour la première fois en 2014 avec les Blue Jays de Toronto. Aligné dans 109 parties de l'équipe, il frappe dans une moyenne au bâton de ,253 avec 43 coups sûrs, 3 circuits et 16 points produits. Il joue au deuxième et troisième but pour les Blue Jays en 2014.
Après deux saisons (2014 et 2015) à Toronto, Tolleson retourne en novembre 2015 chez les Orioles de Baltimore.